# Richea pandanifolia
Richea pandanifolia är en ljungväxtart. Richea pandanifolia ingår i släktet Richea och familjen ljungväxter. Utöver nominatformen finns också underarten R. p. ramulosa.

## Bildgalleri

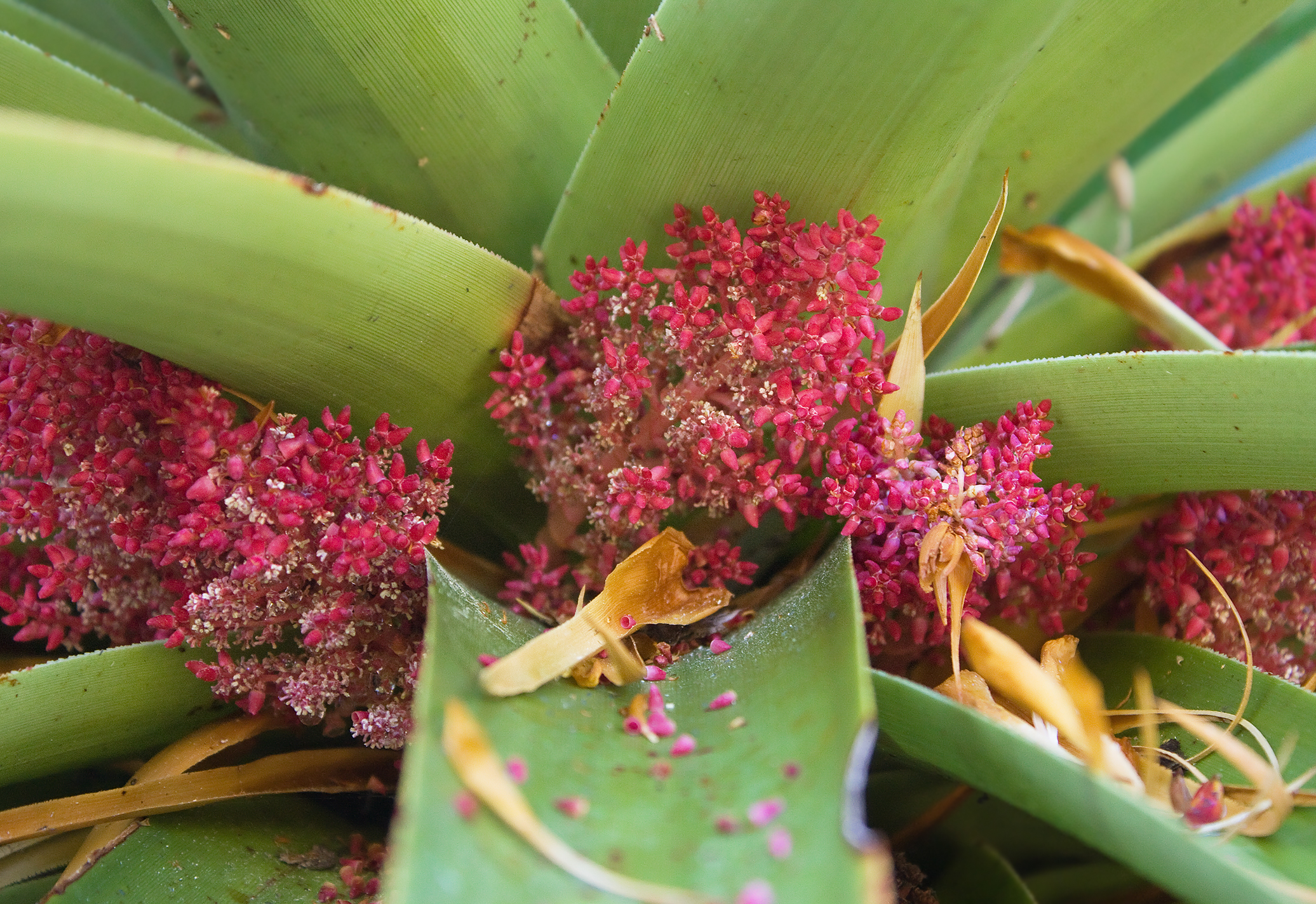